# Agustín García Íñiguez
Agustín García Íñiguez, conosciuto come Agus (Bonete, 3 maggio 1985), è un ex calciatore spagnolo, di ruolo difensore.

## Caratteristiche tecniche
Può giocare sia difensore centrale che laterale sinistro.

## Palmarès

### Competizioni nazionali
- Indian Super League: 1

ATK: 2019-2020